# مقاطعة أدير (كنتاكي)
مقاطعة أدير (بالإنجليزية: Adair County)‏ هي إحدى المقاطعات في ولاية كنتاكي في الولايات المتحدة الأمريكية.

## أعلام
- باركر واتكينز هاردين
- روبرت بورتر كالدويل